# Château d'Attre
 (janvier 2021).
Si vous disposez d'ouvrages ou d'articles de référence ou si vous connaissez des sites web de qualité traitant du thème abordé ici, merci de compléter l'article en donnant les références utiles à sa vérifiabilité et en les liant à la section « Notes et références ».
Le château d’Attre est un élégant manoir du XVIIIe siècle sis en Wallonie au bord de la Dendre orientale, à Attre, dans la province de Hainaut (Belgique). De style typiquement néoclassique, il est un des rares châteaux belges à avoir préservé la totalité de son décor et mobilier intérieur d’époque. Le château est classé au patrimoine majeur de Wallonie.
Étant donné la présence du petit cours d'eau qu'est la Dendre Orientale aux abords du château, des glissements de terrain ont eu lieu durant plusieurs années, fragilisant alors la structure de ce somptueux manoir. Un immense travail de consolidation a alors été mené afin de garder ce bâtiment intact. Aujourd'hui, si on se positionne en face du château, on a l'impression que les tours des côtés penchent vers l'extérieur du manoir. Ce n'est pas une simple illusion d'optique.

## Histoire
Le château est construit en 1752 par le comte François-Philippe Franeau d’Hyon, comte de Gomegnies, sur les fondations d’un autre plus ancien. L’aménagement intérieur de style Louis XV est dû à son fils, François-Ferdinand, chambellan à la cour de l’empereur Joseph II d’Autriche. L’ensemble de l’aménagement intérieur ne sera achevé qu’une trentaine d’années plus tard.  
La gouvernante des Pays-Bas, l’archiduchesse Marie-Christine  (sœur de Joseph II) et son mari, Albert de Saxe, fréquentent volontiers le château d’Attre pour des parties de chasse dans les bois environnants (1782 à 1788). Un rocher artificiel, avec pavillon au sommet, est érigé dans le parc pour lui servir de point d’observation. 
En 1814, le château passe par mariage à la famille du Val de Beaulieu.

## Patrimoine
- Quatre colonnes dressées à l’entrée du domaine (deux de chaque côté de la route), proviennent du jubé de l’ancienne abbaye de Cambron. La vaste pelouse d’honneur est flanquée de deux pavillons de style Louis XVI.
- La façade du château est de grande sobriété et pureté néoclassique. La partie centrale, en légère avancée, est surmontée d’un tympan triangulaire. Elle se termine à gauche et à droite en deux pavillons d’angle.
- Le vestibule d’entrée (qui servait également de chapelle) possède un escalier d’honneur dessiné par l’architecte Jacques-François Blondel.
- De nombreuses œuvres d’art garnissent les pièces, dont des natures mortes de Frans Snyders et des peintures d'Hubert Robert. Les décorations murales, comme le papier peint, sont d’époque.
- Dans le parc (17 hectares) traversé par la Dendre orientale se dresse un colombier du XVIIe siècle. Le rocher artificiel avec couloirs souterrains, est haut de 24 mètres et surmonté d’un pavillon.

## Aujourd’hui
Le château, qui est propriété de la famille de Meester de Heyndonck, est ouvert au public du 1er avril au 1er novembre les dimanches après-midi (14h-18h). Durant les mois de juillet et août les samedis et dimanches (13h-18h).

## Galerie

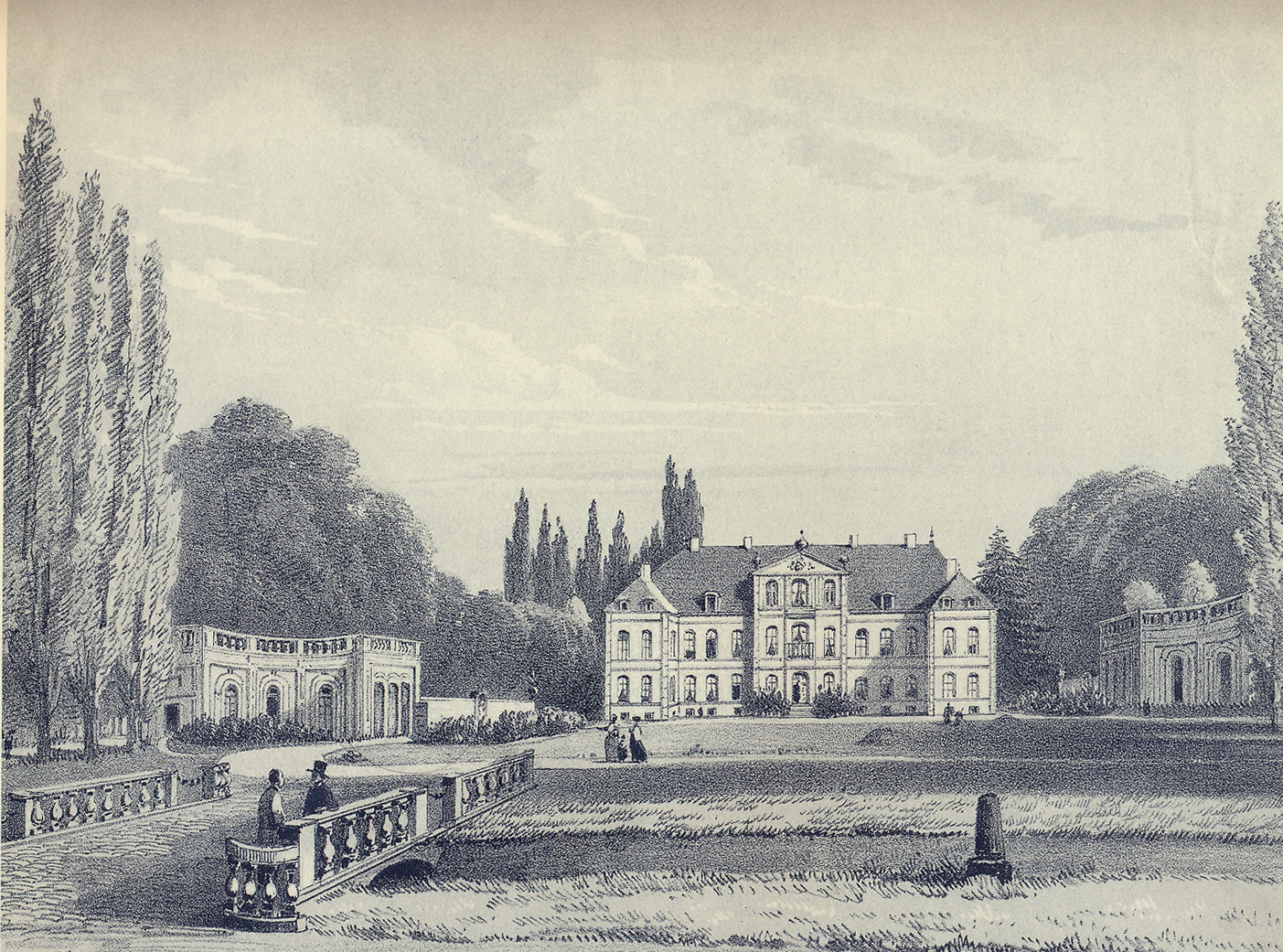
Le château d'Attre. Dessin et lithographie de Bielski, édition de la société des Beaux-Arts (Milieu du XIXe siècle)
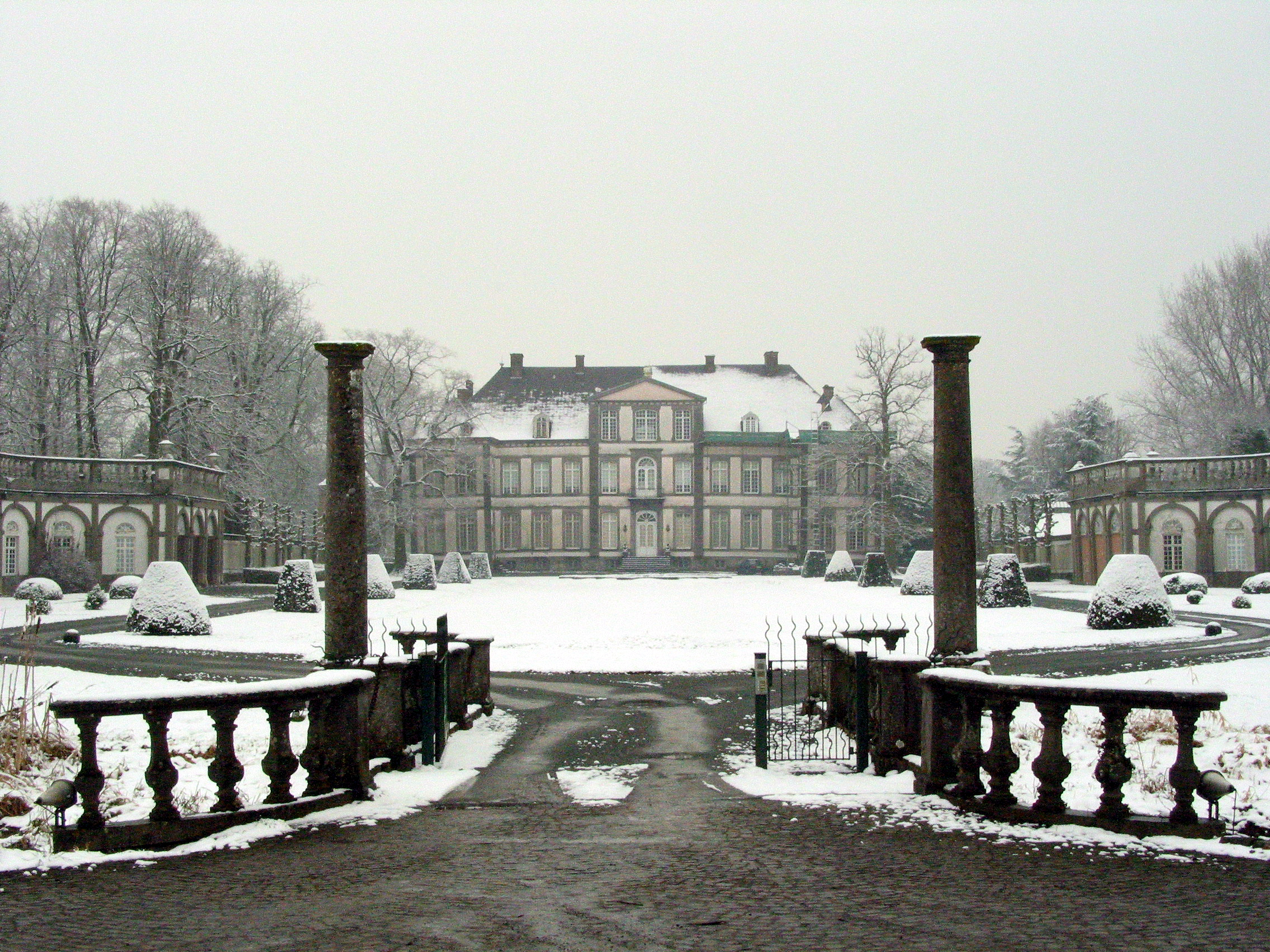
Le château d'Attre sous la neige, en février
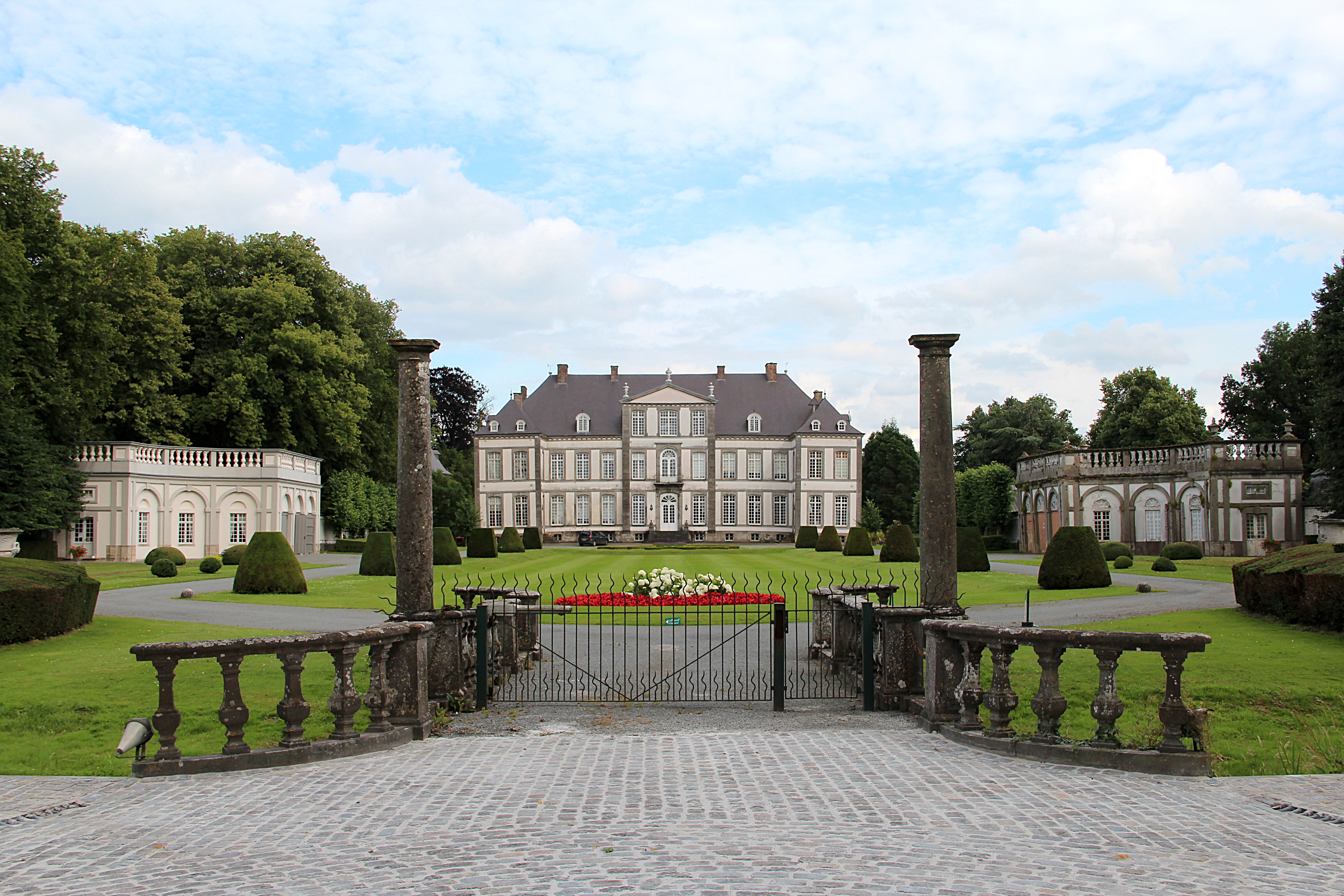
Le château d'Attre en juillet